# 黑鞑事略
《黑鞑事略》是南宋人彭大雅撰写、徐霆作注的一部关于蒙古的著作。「黑鞑」全稱為「黑鞑靼」，即南宋对草创时的大蒙古国的称呼。黑鞑事略介绍了蒙古的主要人物、地理气候、放牧和围猎、语言文字、历法、官制、习惯法、风俗习惯、赋税、贸易、军队、武器、作战方法、行军以及被蒙古征服各国的名称。与《蒙鞑备录》一样，是蒙古兴起时期南宋方面视角的重要史料。
彭大雅、徐霆两人分别於1232年、1235至1236年間随南宋使臣出訪蒙古。彭大雅先写下了书稿，徐霆将自己的记录与彭大雅书稿互相参照，以彭大雅的书稿为底本，把自己的不同记载作为注释写在各有关事项之下。黑鞑事略於嘉熙元年（1237年）编成。最早的版本为明朝嘉靖二十一年（1542年）的抄宋刻本，王国维於1925年又為黑鞑事略作笺证。